# سارة فريمان
سارة فريمان هي متزحلقة كندية، ولدت في 29 أبريل 1992 في كالغاري في كندا.

## وصلات خارجية
- سارة فريمان على موقع الاتحاد الدولي للتزلج (التزلج على المنحدرات الثلجية) (الإنجليزية)